# Yao Amani
Yao Amani (Tiassalé, Costa de Marfil, 17 de septiembre de 1963) es un exfutbolista y entrenador de fútbol de Costa de Marfil que jugaba en la posición de centrocampista.

## Carrera

### Club
| Periodo   | Club                   |
| --------- | ---------------------- |
| 1980-1986 | Rio Sports d'Anyama    |
| 1986-1988 | Africa Sports National |
| 1988-1992 | ASEC Mimosas           |
| 1993-1994 | Africa Sports National |

### Selección nacional
Jugó para Costa de Marfil en 16 ocasiones de 1987 a 1994 y anotó dos goles; participó en tres ediciones de la Copa Africana de Naciones.

### Entrenador
| Periodo   | Club                |
| --------- | ------------------- |
| 2004-2007 | Académie MimoSifcom |
| 2007-2009 | AFAD Djékanou       |

## Logros
- Primera División de Costa de Marfil (5): 1986, 1987, 1990, 1991, 1992
- Copa de Costa de Marfil (3): 1986, 1990, 1993
- Coupe Houphouët-Boigny (4): 1986, 1987, 1990, 1993
- Supercopa de la CAF (1): 1993
- Campeonato de Clubes de la WAFU (2): 1986, 1990